# Zannichellia melitensis
Espèce
Statut de conservation UICN

 LC  : Préoccupation mineure
Zannichellia melitensis est une espèce de plantes dicotylédones de la famille des Potamogetonaceae, endémique de l'archipel maltais. 
C'est une pante herbacée annuelle aquatique de type monoïque (fleurs mâles et femelles distinctes sur le même pied). Elle se rencontre dans les petites mares des plateaux calcaires où elle pousse avec d'autres hydrophytes.

## Taxinomie
L'espèce, Zannichellia melitensis, a été décrite en premier par Salvatore Brullo, Gianpietro Giusso & Edwin Lanfranco, et publiée en 2001 dans Flora Mediterranea 11: 379.
Les zannichellies des mares des plateaux maltais étaient connues et précédemment d'autres auteurs (Sommier & Caruana Gatto en 1915, Borg  en 1927) et Haslam et al.  en 1977) les avaient rattachées à Zannichiella palustris  ou Zannichiella  pedunculata (= Z. palustris var. pedicellata Fries). Cependant  des études morphologiques et anatomiques ont démontré que ces populations sont bien différenciées des autres espèces connues du genre Zannichellia et constituent donc une espèce nouvelle pour la science.

### Synonymes
Selon The Plant List (18 juillet 2021) : 
- Algoides palustre (L.) Lunell
- Pelta palustris (L.) Dulac
- Zannichellia aculeata Schur
- Zannichellia brachystemon J.Gay ex Reut.
- Zannichellia clausii Tzvelev
- Zannichellia echinata Lojac.
- Zannichellia geniculata Gilib.
- Zannichellia indica Morong
- Zannichellia komarovii Tzvelev
- Zannichellia laevis C.Presl
- Zannichellia major (Hartman) Boenn. ex Reichenb.[5]
- Zannichellia melitensis Brullo, Giusso & Lanfr. [5]
- Zannichellia palustris var. aculeata (Schur) Asch. & Graebn.
- Zannichellia palustris var. major (Hartman) W.D.J. Koch[5]
- Zannichellia palustris var. stenophylla Aschers. & Graebn.[5]
- Zannichellia palustris L. (préféré par BioLib)[5]
- Zannichellia qinghaiensis Y.D.Chen
- Zannichellia radicans Wallman
- Zannichellia subulata Lojac.
- Zannichellia tenuis Reut.

### Liste des sous-espèces
Selon BioLib (18 juillet 2021) :
- Zannichellia palustris subsp. palustris
- Zannichellia palustris subsp. pedicellata (Wahlenb. & E. Rosén) Arcang.